# Giovane Irlanda
La Giovane Irlanda (nel nome originale inglese Young Ireland e gaelico irlandese Éire Óg) fu un movimento nazionalistico rivoluzionario irlandese che operò intorno alla metà degli anni '40 del XIX secolo.

## Storia
Il movimento nacque intorno alla rivista settimanale The Nation nata per promuovere il ritorno dell'autogoverno irlandese e l'abrogazione dell'Act of Union. Il giornale era stato fondato nel 1842 da Charles Gavan Duffy un giovane ed inesperto giornalista cattolico e da Thomas Davis, uno studente di religione protestante del Trinity College di Dublino.
Essi seguirono inizialmente l'attivista Daniel O'Connell e il suo movimento Repeal Association per l'abrogazione dell'unione tra Irlanda e Gran Bretagna ma se ne separarono presto a causa del rifiuto di O'Connell nell'uso delle armi e per le sue eccessive speranze nel ruolo della Chiesa Cattolica.
Quando O'Connell decise di proclamare una riunione dei simpatizzanti a Clontarf il governo britannico proibì la manifestazione ed O'Connel preferì annullarla piuttosto che causare episodi di violenza. Questa decisione però fece perdere velocemente credibilità agli occhi degli indipendentisti irlandesi e fu compito degli appartenenti alla Giovane Irlanda prendere il testimone dell'indipendentismo scegliendo nel contempo di abbracciare la strategia della violenza.
Il loro desiderio di indipendenza e di rivolta venne esacerbato dalla carestia e dalle ondate di movimenti rivoluzionari nazionalistici che avevano scosso tutta l'Europa del tempo.

## La sollevazione del 1848
William Smith O'Brien allora capo della Giovane Irlanda organizzò un tentativo di insurrezione nel luglio 1848 che ricevette una immediata risposta repressiva da parte dei britannici.
La sommossa fu un autentico disastro, potendo contare solo su 50 simpatizzanti e venne subito ribattezzata ironicamente la battaglia del campo di cavoli della Vedova McCormack, riferendosi all'episodio che vide il capo della sommossa O'Brien cercare di requisire un campo di patate da una vecchia signora McCormack per sfamare i suoi seguaci. 
I poliziotti della Royal Irish Constabulary ebbero facilmente la meglio sui rivoltosi e, sebbene qualche rimasuglio di resistenza si ebbe nel 1849, la rivoluzione poté dichiararsi fallita.
Si accertò successivamente che la maggioranza dei partecipanti alla tentata sommossa era solo gente disperata in cerca di cibo, e quando O'Brien dichiarò guerra alla Britannia molti contadini abbandonarono non comprendendo l'entità politica della rivolta.

## Le ragioni del fallimento
Probabilmente i tempi non erano ancora propizi per una sommossa, poiché la maggioranza degli irlandesi non si era ripresa dalle devastazioni portate dalla carestia, e non era in condizione di sostenere una rivoluzione armata.
Si aggiunga a ciò il mancato appoggio della Chiesa cattolica all'insurrezione che non approvava la leadership protestante della Giovane Irlanda. 
Un'ultima ragione era il fatto che i contadini irlandesi non credettero alla sincerità d'intenti di O'Brien, che era un piccolo proprietario terriero che secondo loro non poteva per questioni di appartenenza sociale comprendere le loro rivendicazioni.